# فيل هارفي
فيل هارفي (بالإنجليزية: Phil Harvey)‏ هو رائد أعمال أمريكي، ولد في 25 أبريل 1938 في إيفانستون في الولايات المتحدة.

## وصلات خارجية
- الموقع الرسمي